# Louis de Potter
Pour les articles homonymes, voir Potter.
Louis Antoine de Potter de Droogenwalle, connu sous le nom de Louis de Potter, fils de Clément Pierre de Potter de Droogenwalle, né le 26 avril 1786 à Bruges et mort le 22 juillet 1859 dans la même ville, est un journaliste, historien, homme d'État et révolutionnaire belge:221. 
Entré en politique à l’occasion de la révolution belge de 1830, il fut populaire en Belgique, pour avoir été emprisonné et exilé à la suite de son engagement et de ses écrits concernant la liberté de la presse, la responsabilité ministérielle et l’indépendance du pouvoir judiciaire:223. Il prononça, depuis le balcon de l’hôtel de ville de Bruxelles, le discours de l’indépendance de la Belgique, le 28 septembre 1830, ainsi que le discours d’inauguration de la première assemblée parlementaire belge au Palais de la Nation, le 10 novembre 1830. Il est l’auteur de plus d'une  dizaine d’ouvrages, dont le principal est « l’Union entre Catholiques et Libéraux » extrait de sa fameuse Lettre à mes concitoyens belges.

## Biographie

### Jeunesse
Né le 26 avril 1786 à Bruges, Louis de Potter appartenait à une ancienne famille aisée issue d'une lignée de Bruges et des villages de Keyem, Dixmude, Tourhout et Heule. Cette famille est alliée aux Maroucx, Van Oeye, Logghe, de Cupere, de Costere, de Pachtere, le Gillon, van Caloen, Odevaere, Brialmont,,.
Louis de Potter eut une enfance mouvementée deux émigrations de ses parents. Proscrits comme Joséphistes, ils cherchèrent asile en France, puis revenus à Bruges à la restauration autrichienne, il émigrèrent en Allemagne jusqu'à l'époque du Consulat lorsque la République française prit possession des anciennes provinces belges.
Au retour de ses parents en Belgique, il suit des études à Bruges puis à Bruxelles dans des institutions privées, mais peu satisfait de l'instruction qu'il avait reçue, il décida d'approfondir les langues anciennes et de s'initier en même temps à quelques langues vivantes. Autodidacte, ses goûts le portèrent aussi vers l'étude de l'histoire et de la politique.

### Séjour en Italie 1811-1823

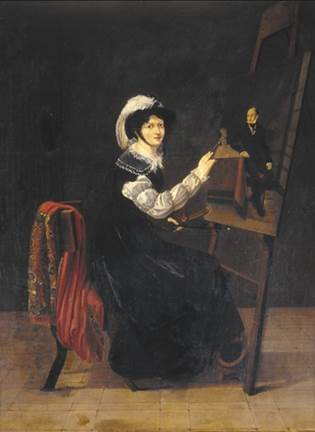
Autoportrait de Matilde Malenchini réalisant celui de Louis de Potter.

Sur l'avis de ses médecins qui lui conseillent un changement de climat, il part pour l 'Italie en 1811 et vit d'abord à Rome pendant dix ans, puis à Florence pendant deux ans de 1822 à 1823,.
A Rome, il eut l'occasion de parfaire sa formation classique et d'approcher des savants et des artistes.
En 1816, il fit paraître son premier ouvrage historique : Considérations sur l’histoire des principaux conciles depuis les apôtres jusqu’au Grand Schisme d’Occident. La préface de l'ouvrage permet déjà de discerner la position qu’il occupera plus tard sur la scène politique en dévoilant les aspects de l’actualité belge et française.
En 1818, grâce à son amitié avec Pierre-Joseph Meeûs, il devient l'un des fondateurs de la Société civile Meeûs, fondatrice de la première usine à gaz du continent européen.  Elle était basée rue Saint-Roch à Bruxelles.
En 1821, il compléta ce premier travail par un autre ouvrage, en six volumes : L’Esprit de l’Église ou Considérations sur l’histoire des conciles et des papes, depuis Charlemagne jusqu’à nos jours. 
À Rome, il fait la connaissance de la peintre Matilde Malenchini, de seize ans son aînée, avec qui il a une relation, partageant avec elle, de 1817 à 1820, une maison chez son compatriote, le peintre François-Joseph Navez. Ils vécurent ensemble à Florence de 1821 à 1823. Celle-ci réalisa son portrait, aujourd’hui dans la Collection d’Art flamande.
À Florence, il a accès à la bibliothèque de la famille Ricci et aux archives de l'évêque Scipione de' Ricci qui lui permirent de réunir les matériaux d’un troisième ouvrage
Vie de Scipion de Ricci, évêque de Pistoie et de Prato publié en 1825 et qui est immédiatement traduit en allemand et en anglais. L'objectif de l’auteur est la glorification du joséphisme, la justification des réformes accomplies en Toscane sous les auspices du grand-duc Léopold, frère de Joseph II. L'ouvrage fait sensation sur la scène des lettrés, mais aussi auprès des politiciens. Son « scepticisme voltairien », ainsi que ses propos violents dénonçant les abus de l’Église, démontrant sa position anticléricale, firent scandale

### Retour en Belgique en 1823

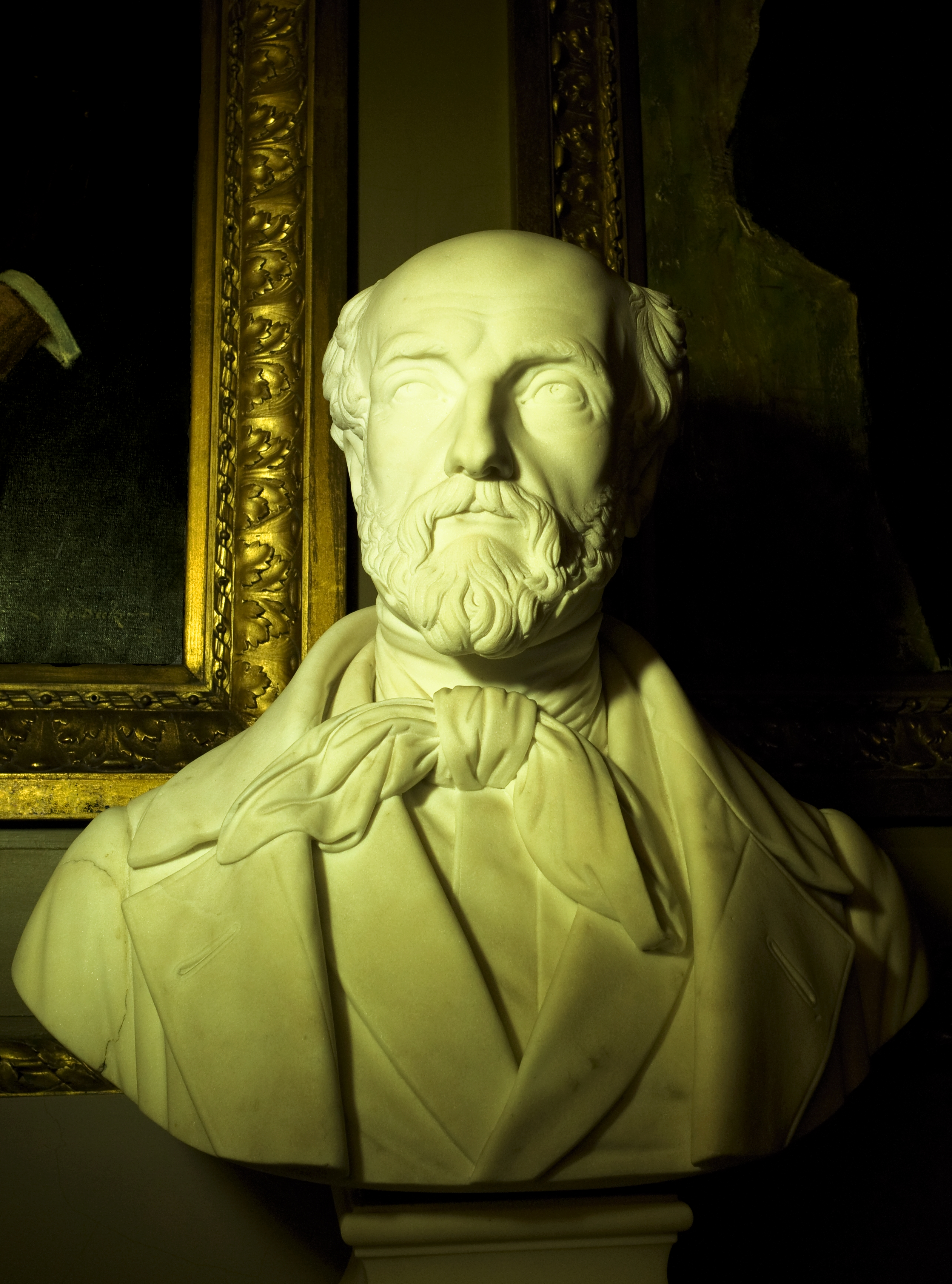
Buste de Louis de Potter par Joseph Jaquet (1830), salle de lecture du Sénat du Royaume de Belgique.

En 1823, Louis de Potter doit rentrer à Bruges en raison de la santé de son père. Après la mort de ce dernier en 1824, il s'installe à Bruxelles avec sa mère.
Opposé à l'Empire français, il est disposé à accepter l'union du nord et du midi des Pays-Bas réunis sous le sceptre de Guillaume Ier. « Je remercie le sort, écrivait-il, de ce qu’il m’a destiné à vivre sous des institutions libérales, qui, par des principes de modération et d’équité, ne mettent aucune barrière à la pensée... ».
Matilde Malenchini le rejoint à Bruxelles. Leur maison devient un lieu de rencontre pour les expatriés italiens et les réfugiés politiques. Il organise des cours de peinture avec François-Joseph Navez. Après avoir tenté, en vain, d’obtenir une annulation de son mariage auprès de la Curie, Matilde Malenchini s’impatiente et voyage sans interruption, avant de retourner à Florence. Frustré de ne pouvoir se marier, de Potter décide de mettre fin à leur relation en 1826.
L’année suivante, il épouse Sophie van Weydeveldt (1808-1896), avec qui il a quatre enfants. Il renonce à sa noblesse, démontrant de la sorte son caractère tourné vers le mérite personnel:49-50. Réalisant que son mariage susciterait de sérieuses difficultés financières en défaveur de Matilde Malenchini, il accepte de lui verser une pension annuelle de 1 200 francs. Louis de Potter et Sophie van Weydeveldt ont quatre enfants :
- Agathon-Louis de Potter (1827-1906), médecin, philosophe « socialiste » et compositeur. Il fait don d’une importante somme pour créer la Fondation Agathon de Potter au sein de l’Académie des sciences, afin de stimuler la recherche dans les sciences exactes et appliquées, et également la lutte contre les maladies professionnelles dans les professions dangereuses. Cette fondation attribue encore actuellement plusieurs prix chaque année. Il épouse Leonie Bourlard, fille de l’avocat Jules Bourlard de Mons, mariage demeuré sans descendance.
- Éleuthère de Potter (1830-1854), artiste peintre et mort jeune à Pise.
- Juste-Louis de Potter, né en 1832 et mort jeune.
- Justa-Sophie de Potter (1834-1875) épouse le lieutenant général Henri Alexis Brialmont (1821-1903), au service de Léopold II, constructeur de forts sur la Meuse et autour d’Anvers, fils de Mathieu Brialmont, d'abord aide-de-camp puis lieutenant général et enfin ministre de la Guerre de Léopold Ier

Sa soeur Marie-Christine de Potter de Droogenwalle (1793-1864) épousa en 1812 Joseph-Bernard van Caloen (1776-1848). Leur fils, le Baron Charles van Caloen (1815-1896), construisit le château de Lophem.  
Veuillez noter qu'Il n'existe aucun lien de parenté entre les de Potter de Droogenwalle (famille éteinte) et la descendance de Hermès de Potter(e). (1630-1681)  

### Engagement politique à partir de 1828
Louis de Potter commence sa carrière politique en tant que rédacteur au Courrier des Pays-Bas, journal libéral d’opposition, où il déploie sa verve de polémiste contre le clergé catholique, l’aristocratie et le gouvernement de Guillaume Ier des Pays-Bas. En 1828, étant présent au ministère de l’Intérieur, on lui fait part du fameux Concordat, compromis entre le roi et les catholiques et il reçoit « par accident » en mains propres le texte de la circulaire ministérielle qui dit comment interpréter ce Concordat. Ceci constitue selon lui  une fourberie de la part du roi, et  dans un article, il rend public ce qu’il appelle une « rouerie gouvernementale » et dénonce le comportement instable du gouvernement. L’article étant signé, il se fait connaitre auprès du grand public. Plusieurs manifestations de mécontentement de l’opinion publique en résultent et manifestent un manque de confiance envers le gouvernement. Le 8 novembre, de Potter publie un article encore plus violent envers les ministres, dans le but de provoquer la méfiance et la discorde au sein du pays:48:59-60.

### Condamnation, prison et exil 1828-1830

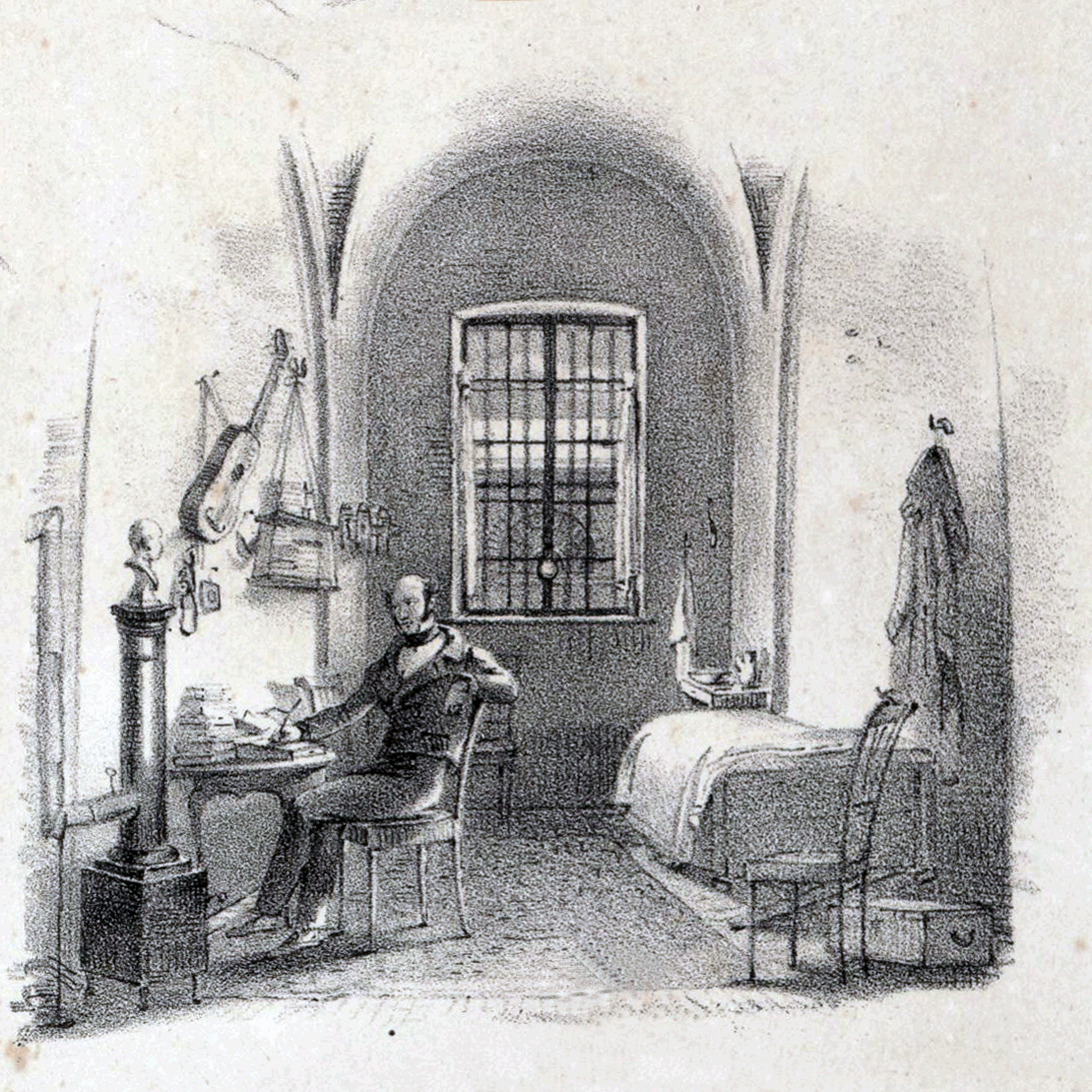
Louis de Potter en prison aux Petits Carmes.

Cité à comparaître devant le juge d’instruction, le 15 novembre 1828, il a ainsi l'opportunité de porter devant les juridictions la cause nationale jusqu'ici restreinte à son expression dans la presse. Ce procès constitue la parfaite occasion de réunir magistrats et grand public pour susciter un mouvement populaire par les discours qu’il comptait tenir lors de son jugement. Comparaissant devant la Cour d’Assises, le 19 décembre 1828, il réclame, avant de commencer, la présence d’un jury, que l’audience ait lieu en français et qu’elle soit rendue publique. À l’issue d’un procès transformé en véritable discours politique, fortement applaudi par la foule amassée tout autour du palais de justice, le ministre de la Justice Cornelis Van Maanen le condamne le 20 décembre 1828 à dix-huit mois de détention et à une amende de 1 000 florins:61-66. Il est détenu à la prison des Petits Carmes afin de demeurer proche de sa famille.
Le 8 janvier 1830, le roi Guillaume prive de leur emploi ou de leur pension des députés belges des États généraux qui s’étaient opposés à sa politique. De sa prison, de Potter lance l’idée d’une souscription nationale pour indemniser les députés ou fonctionnaires victimes de tels abus. Van Maanen l’ayant poursuivi pour complot contre l’État et excitation à la révolte, il est à nouveau condamné, le 30 avril 1830, par la cour d’assises de Bruxelles à un exil de huit ans, tandis que ses amis et associés Jean-François Tielemans et Adolphe Bartels sont condamnés à sept ans de bannissement:50-51.
Il pense s’exiler en France, mais ce pays refuse de l’accueillir et il finit par être expulsé en Prusse. Après la révolution de Juillet, il gagne la France.

### Membre du gouvernement provisoire en 1830

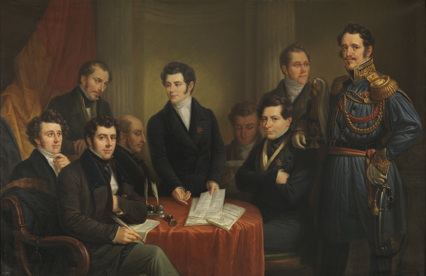
Le gouvernement provisoire de la Belgique en 1830 par Charles Picqué (1831).

Les nouveaux rebelles « belges » lui firent rédiger ses « pétitions d’éditeurs » qui passaient sous la porte de sa prison des Petits-Carmes et se répandaient dans la population.. Sous la bannière de « l’Union fait la Force », slogan conçu par le front commun des catholiques et libéraux, tout un peuple se soulève alors derrière ces quelques écrivains et orateurs courageux en phase avec les combattants des villes et campagnes.

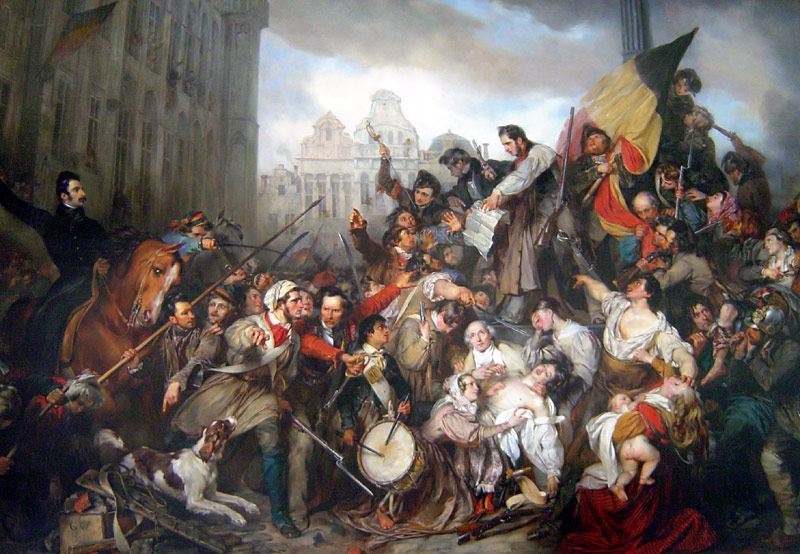
Épisode des Journées de Septembre 1830 sur la place de l'Hôtel de ville de Bruxelles par Gustave Wappers (1834), musées royaux des Beaux-Arts de Belgique. On y reconnaît Louis de Potter embrassant le drapeau belge

Devenu un tribun et porte-drapeau du peuple dans les médias, il est libéré du bannissement et acclamé par cette foule de nouveaux Belges déferlant depuis Lille jusqu’à Bruxelles et enfin porté sur leurs épaules jusqu’à la Grand’Place de Bruxelles. Le 28 septembre 1830, vers 18 heures, du balcon de l’Hôtel de Ville, acclamé par 20 000 citoyens, Louis de Potter prononce un vibrant « discours de l’indépendance de la Belgique », en compagnie de Félix de Merode, Alexandre Gendebien, Charles Rogier, Sylvain Van de Weyer, Emmanuel d'Hooghvorst, Feuillen de Coppin, André Jolly et Alexandre Rodenbach, tous à peine âgés de 25 à 35 ans.
Louis de Potter est intégré au gouvernement provisoire au sein duquel s’instaurent rapidement deux camps radicalement divisés sur la question du régime belge : doit-il devenir une monarchie ou une république ? de Potter défend clairement la position républicaine à laquelle il ne renoncera jamais. Une Commission de Constitution est mise en place pour déterminer quel régime adopter et prononce, le 27 octobre, l’instauration de la monarchie. Voté par huit voix pour et une voix contre, Louis de Potter s’abstient de voter. C’est à 44 ans, en tant que « doyen d’âge », qu’il prononce, le 10 novembre, le discours d’inauguration de la première « Assemblée Constituante belge », composée d’une centaine de personnalités censitaires, discours qui est également celui de sa démission:82-87. Il quitte le pouvoir car il désirait, à la tête de la nouvelle mais fragile démocratie belge, un chef élu au suffrage universel, issu de ce Gouvernement Provisoire « à la mode » des républiques aristocratiques vénitiennes ou florentines, qui connaissaient un réel succès à Paris, et même à Londres avec O’Connell.

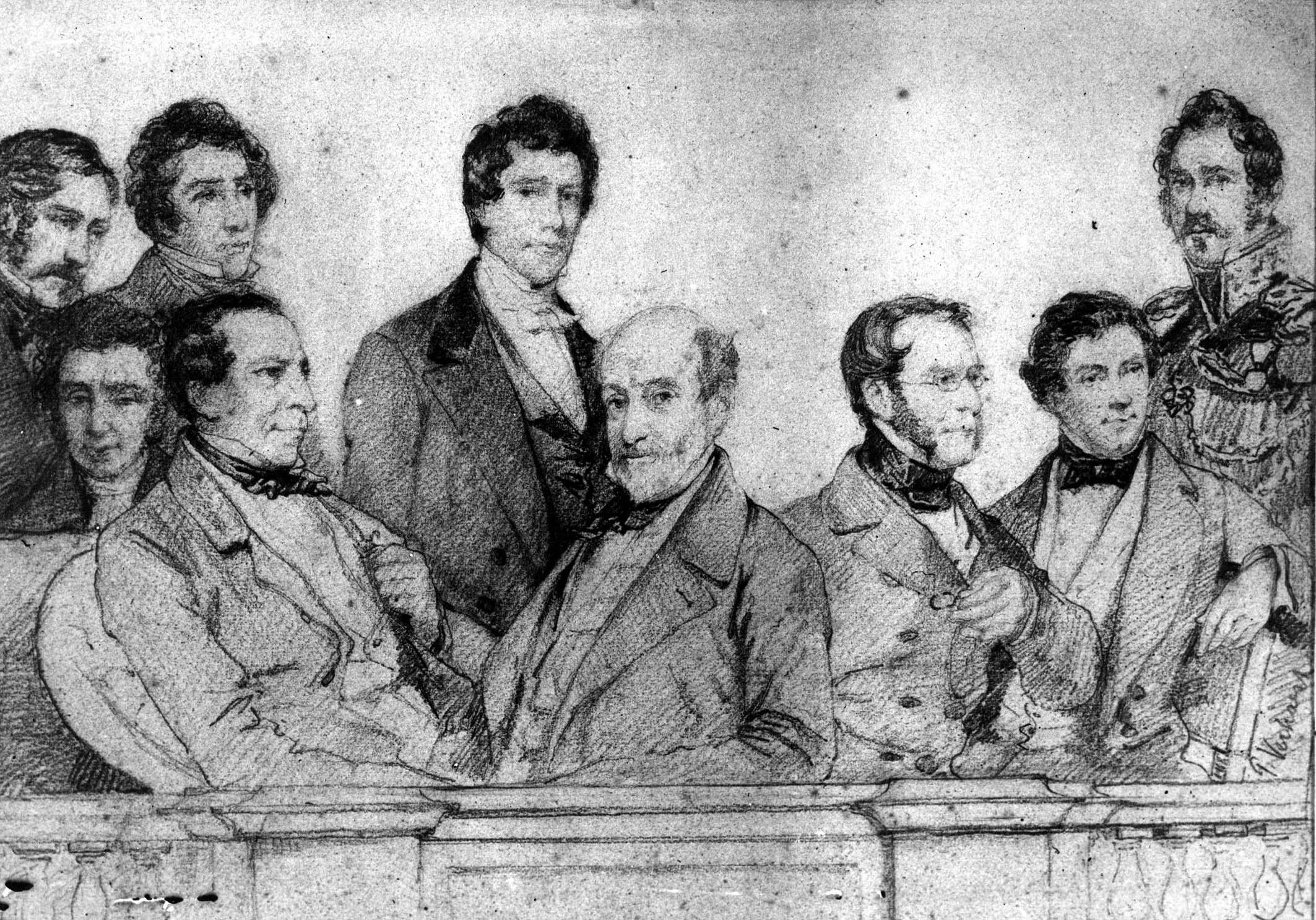
Gravure censurée du gouvernement provisoire de la Belgique en 1830 par un élève de l'école de Navez collection de la famille de Potter.

### Installation à Paris de 1831 à 1839
Louis de Potter quitte la Belgique pour s’installer à Paris de 1831 à 1839. Il n'y est pas réellement exilé, mais a posé ce choix en raison d'une pression politique devenue aussi invivable qu’une condamnation légale.

### Dernières années en Belgique 1840-1859
De retour en Belgique, toujours actif en littérature, Louis de Potter rédige de nombreux ouvrages pour défendre la liberté d’opinion, les valeurs humaines et autres pensées d’avant-garde, inscrites en filigrane sur la nouvelle carte de l’Europe. Il vit tantôt dans sa résidence brugeoise au Dyver, tantôt à la place des Martyrs. Il habite enfin rue de l’Épingle, une ruelle qui descend depuis la colonne du Congrès vers la Place du Général Pontey-Nauer, à travers ce qui fut « l’hospice de bienfaisance » . Le général Henri Brialmont, membre de l’État-major du roi Léopold Ier, épouse en 1859 sa fille Justa. Louis de Potter meurt à Bruges le 22 juillet 1859. Il est inhumé au Cimetière de Bruxelles à Evere.

## Publications
- Considérations sur l’histoire des principaux conciles depuis les apôtres jusqu’au Grand Schisme d’Occident, Bruxelles (P.J. De Mat), 2 vol., 1816.
- L’Esprit de l’Église ou Considérations sur l’histoire des conciles et des papes, depuis Charlemagne jusqu’à nos jours, Paris (Émile Babeuf), 6 vol., 1821.
- Vie de Scipion de Ricci, évêque de Pistoie et de Prato, Bruxelles (H. Tarlier), 1825.
- Saint-Napoléon, en paradis et en exil, Bruxelles (Tarlier Librairie), 1825.
- Lettres de saint Pie V sur les affaires religieuses en France, Bruxelles (H. Tarlier libarire-éditeur), 1826.
- L’Union des catholiques et des libéraux dans les Pays-Bas, 1re édition juillet 1829, 2e édition, Paris (Debeausseaux Libaraires), 1830, 3e édition, Bruxelles (Coché-Mommens), 1831.
- Lettre de Démophile à M. Van Gobbelschroy sur la garantie de la liberté des Belges à l’époque de l’ouverture de la session des États généraux, Bruxelles (Librairie romantique), 1829-1830.
- Lettre de Démophile au roi sur le nouveau projet de loi contre la presse et le message royal qui l’accompagne, Bruxelles (Imprimerie-Librairie romantique), 1829.
- Correspondance de De Potter avec Thielemans, depuis la prison des Petits Carmes, Bruxelles, 2 vol., 1829.
- Lettre à mes concitoyens, 1re édition, Bruxelles (Imprimerie de Ode et Wodon, 1830, 2e édition, Bruxelles (Imprimerie de Ode et Wodon), 1832.
- De la Révolution à faire d’après l’expérience des révolutions avortées, Paris (Librairie Ladvocat), 1831.
- Éléments de tolérance à l’usage des catholiques belges, Paris, 1834.
- Questions aux catholiques belges sur l’encyclique de M. de Lamennais, 1835.
- Histoire du christianisme, Paris (Librairie historique), 8 vol., 1836.
- La Révolution belge de 1828 à 1839, souvenirs personnels, Bruxelles, 1838-39.
- Études sociales, Bruxelles, 1843.
- La Justice et la Sanction religieuse, questions d'ordre social, Bruxelles (chez Périchon), 1846.
- La Réalité déterminée par le raisonnement ou questions sociales, Bruxelles, 1848.
- A B C de la science sociale, Bruxelles 1848.
- Coup d’œil sur la question des ouvriers évoquée à son tribunal par la Révolution française de 1848, Bruxelles (Mayer et Flateau), 1848.
- Catéchisme social, Bruxelles (Mayer et Flateau), 1850.
- Catéchisme rationnel, 1854.
- Résumé de l’histoire du christianisme, Bruxelles (A.Labroue et compagnie imprimeurs), 2 vol., 1856.
- Dictionnaire rationnel des mots les plus usités en sciences, en philosophie, en politique, en morale et en religion, Bruxelles et Leipzig (Auguste Schnée), 1859.

L’intérêt pour la cause belge de Louis de Potter se retrouve dans une correspondance de 1 407 lettres échangées avec de nombreuses personnalités et conservées à la Bibliothèque Royale, dont David d'Angers, Baboeuf, Balzac, Brialmont, Buonarotti, de Lafayette, de Lamennais, Jones (peintre du président Américain), Marat, Merode, Miaouli, Navez, Nothomb, O'Connell, la famille Orange-Nassau, Polignac, de la Rochefoucauld, Rodenbach, Rogier, Sand, la famille de Saxe-Cobourg, Stendhal (Henri Beyle), Vilain XIII, Weissenbruch et quantité de journalistes, éditeurs et imprimeurs.